# Hypoponera occidentalis
Hypoponera occidentalis es una especie de hormiga del género Hypoponera, subfamilia Ponerinae. 

## Distribución
Esta especie se encuentra en Camerún, República Centroafricana, Guinea Ecuatorial, Gabón, Guinea, Tanzania y Uganda.